# Список министров внутренних дел России
В статье представлен хронологический список лиц, возглавлявших Министерство внутренних дел Российской империи, Российского правительства, НКВД РСФСР, МВД СССР, Министерство внутренних дел РСФСР и МВД России.

## Министры внутренних дел Российской империи
| Имя                                                                                    | Назначение на пост | Отставка с поста |
| -------------------------------------------------------------------------------------- | ------------------ | ---------------- |
| Кочубей, Виктор Павлович (1768—1834)                                                   | 8 сентября 1802    | 24 ноября 1807   |
| Куракин, Алексей Борисович (1759—1829)                                                 | 24 ноября 1807     | 31 марта 1810    |
| Козодавлев, Осип Петрович (1753—1819)                                                  | 31 марта 1810      | 24 июля 1819     |
| Голицын, Александр Николаевич (1773—1844), управляющий министерством                   | 3 августа 1819     | 4 сентября 1819  |
| Кочубей, Виктор Павлович (1768—1834)                                                   | 4 сентября 1819    | 28 июня 1823     |
| Кампенгаузен, Балтазар Балтазарович (1772—1823), управляющий министерством             | 28 июня 1823       | 29 августа 1823  |
| Ланской, Василий Сергеевич (1754—1831), управляющий министерством                      | 29 августа 1823    | 19 апреля 1828   |
| Закревский, Арсений Андреевич (1783—1865)                                              | 19 апреля 1828     | 19 ноября 1831   |
| Блудов, Дмитрий Николаевич (1785—1864)                                                 | 12 февраля 1832    | 15 февраля 1839  |
| Строганов, Александр Григорьевич (1795—1891), управляющий министерством                | 10 марта 1839      | 22 сентября 1841 |
| Перовский, Лев Алексеевич (1792—1856)                                                  | 23 сентября 1841   | 30 августа 1852  |
| Бибиков, Дмитрий Гаврилович (1792—1870)                                                | 30 августа 1852    | 20 августа 1855  |
| Ланской, Сергей Степанович (1787—1862)                                                 | 20 августа 1855    | 23 апреля 1861   |
| Валуев, Пётр Александрович (1815—1890)                                                 | 23 апреля 1861     | 9 марта 1868     |
| Тимашев, Александр Егорович (1818—1893)                                                | 9 марта 1868       | 27 ноября 1878   |
| Маков, Лев Саввич (1830—1883)                                                          | 27 ноября 1878     | 6 августа 1880   |
| Лорис-Меликов, Михаил Тариэлович (1825—1888)                                           | 6 августа 1880     | 4 мая 1881       |
| Игнатьев, Николай Павлович (1832—1908)                                                 | 4 мая 1881         | 30 мая 1882      |
| Толстой, Дмитрий Андреевич (1823—1889)                                                 | 30 мая 1882        | 25 апреля 1889   |
| Дурново, Иван Николаевич (1834—1903)                                                   | 25 апреля 1889     | 15 октября 1895  |
| Горемыкин, Иван Логгинович (1839—1917)                                                 | 15 октября 1895    | 20 октября 1899  |
| Сипягин, Дмитрий Сергеевич (1853—1902), до 26 февраля 1900 — управляющий министерством | 20 октября 1899    | 2 апреля 1902    |
| Плеве, Вячеслав Константинович (1846—1904)                                             | 4 апреля 1902      | 15 июля 1904     |
| Святополк-Мирский, Пётр Дмитриевич (1857—1914)                                         | 26 августа 1904    | 18 января 1905   |
| Булыгин, Александр Григорьевич (1851—1919)                                             | 20 января 1905     | 22 октября 1905  |
| Дурново, Пётр Николаевич (1845—1915)                                                   | 22 октября 1905    | 22 апреля 1906   |
| Столыпин, Пётр Аркадьевич (1862—1911)                                                  | 26 апреля 1906     | 5 сентября 1911  |
| Макаров, Александр Александрович (1857—1919)                                           | 20 сентября 1911   | 16 декабря 1912  |
| Маклаков, Николай Алексеевич (1871—1918)                                               | 16 декабря 1912    | 5 июня 1915      |
| Щербатов, Николай Борисович (1868—1943)                                                | 5 июня 1915        | 26 сентября 1915 |
| Хвостов, Алексей Николаевич (1872—1918)                                                | 26 сентября 1915   | 3 марта 1916     |
| Штюрмер, Борис Владимирович (1848—1917)                                                | 3 марта 1916       | 7 июля 1916      |
| Хвостов, Александр Алексеевич (1857—1922)                                              | 7 июля 1916        | 16 сентября 1916 |
| Протопопов, Александр Дмитриевич (1866—1918)                                           | 16 сентября 1916   | 13 марта 1917    |

## Министры внутренних дел Временного правительства
| Имя                                        | Назначение на пост | Отставка с поста |
| ------------------------------------------ | ------------------ | ---------------- |
| Львов, Георгий Евгеньевич (1861—1925)      | 15 марта 1917      | 20 июля 1917     |
| Церетели, Ираклий Георгиевич (1881—1959)   | 23 июля 1917       | 6 августа 1917   |
| Авксентьев, Николай Дмитриевич (1878—1943) | 7 августа 1917     | 15 сентября 1917 |
| Никитин, Алексей Максимович (1876—1939)    | 15 сентября 1917   | 7 ноября 1917    |

## Министры внутренних дел Российского государства
| Имя                                                | Назначение на пост | Отставка с поста |
| -------------------------------------------------- | ------------------ | ---------------- |
| Гаттенбергер, Александр Николаевич (1861—1939)     | 7 ноября 1918      | 29 апреля 1919   |
| Пепеляев, Виктор Николаевич (1885—1920)            | 1 мая 1919         | 22 ноября 1919   |
| Червен-Водали, Александр Александрович (1872—1920) | 22 ноября 1919     | 4 января 1920    |

## Народный комиссариат внутренних дел РСФСР
| Имя                                           | Назначение на пост | Отставка с поста |
| --------------------------------------------- | ------------------ | ---------------- |
| Рыков, Алексей Иванович (1881—1938)           | 8 ноября 1917      | 17 ноября 1917   |
| Петровский, Григорий Иванович (1878—1958)     | 17 ноября 1917     | 30 марта 1919    |
| Дзержинский, Феликс Эдмундович (1877—1926)    | 30 марта 1919      | 6 июля 1923      |
| Белобородов, Александр Георгиевич (1891—1938) | 30 августа 1923    | 3 декабря 1927   |
| Толмачёв, Владимир Николаевич (1887—1937)     | 2 января 1928      | 15 декабря 1930  |

1930—1934 гг. — все республиканские НКВД были расформированы, их функции частично были переданы ОГПУ при СНК СССР, частично — Наркомюсту.

## НКВД (МВД) СССР
| Имя                                     | Назначение на пост | Отставка с поста |
| --------------------------------------- | ------------------ | ---------------- |
| Ягода, Генрих Григорьевич (1891—1938)   | 10 июля 1934       | 25 сентября 1936 |
| Ежов, Николай Иванович (1895—1940)      | 26 сентября 1936   | 24 ноября 1938   |
| Берия, Лаврентий Павлович (1899—1953)   | 25 ноября 1938     | 30 декабря 1945  |
| Круглов, Сергей Никифорович (1907—1977) | 10 января 1946     | 5 марта 1953     |
| Берия, Лаврентий Павлович (1899—1953)   | 15 марта 1953      | 26 июня 1953     |
| Круглов, Сергей Никифорович (1907—1977) | 26 июня 1953       | 31 января 1956   |
| Дудоров, Николай Павлович (1906—1977)   | 23 марта 1956      | 1 мая 1960       |

1960—1966 гг. — МВД СССР не было. Существовало Министерство охраны общественного порядка РСФСР и других союзных республик.

## МВД (МООП)РСФСР
| Имя                                    | Назначение на пост | Отставка с поста |
| -------------------------------------- | ------------------ | ---------------- |
| Стаханов, Николай Павлович (1901—1977) | 22 февраля 1955    | 25 июля 1961     |
| Тикунов, Вадим Степанович (1921—1980)  | 25 июля 1961       | 17 сентября 1966 |

20 декабря 1962 г. Верховный Совет РСФСР преобразовал Министерство внутренних дел РСФСР в Министерство охраны общественного порядка (МООП) РСФСР, которое было упразднено в декабре 1966 года в связи с образованием Министерства охраны общественного порядка (МООП) СССР.

## МВД (до 1968 г. МООП)СССР
| Имя                                         | Назначение на пост | Отставка с поста |
| ------------------------------------------- | ------------------ | ---------------- |
| Щёлоков, Николай Анисимович (1910—1984)     | 17 сентября 1966   | 17 декабря 1982  |
| Федорчук, Виталий Васильевич (1918—2008)    | 17 декабря 1982    | 25 января 1986   |
| Власов, Александр Владимирович (1932—2002)  | 25 января 1986     | 20 октября 1988  |
| Бакатин, Вадим Викторович (1937—2022)       | 20 октября 1988    | 1 декабря 1990   |
| Пуго, Борис Карлович (1937—1991)            | 3 декабря 1990     | 22 августа 1991  |
| Трушин, Василий Петрович, и. о. (1934—2006) | 22 августа 1991    | 23 августа 1991  |
| Баранников, Виктор Павлович (1940—1995)     | 29 августа         | 25 декабря 1991  |

## МВДРСФСР
| Имя                                     | Назначение на пост | Отставка с поста |
| --------------------------------------- | ------------------ | ---------------- |
| Трушин, Василий Петрович (1934—2006)    | 27 октября 1989    | сентябрь 1990    |
| Баранников, Виктор Павлович (1940—1995) | 8 сентября 1990    | 13 сентября 1991 |
| Дунаев, Андрей Фёдорович (род. 1939)    | 13 сентября 1991   | 15 января 1992   |

25 декабря 1991 года Верховный Совет РСФСР принял закон о переименовании РСФСР в Российскую Федерацию (Россию). 21 апреля 1992 года Съезд народных депутатов РСФСР внес соответствующие изменения в Конституцию РСФСР, которые вступили в силу 16 мая 1992 года.

## МБВД РСФСР/Российской Федерации
| Имя                                     | Назначение на пост | Отставка с поста |
| --------------------------------------- | ------------------ | ---------------- |
| Баранников, Виктор Павлович (1940—1995) | 25 декабря 1991    | 14 января 1992   |

## МВД России
| Имя                                               | Специальное или воинское звание                                                                               | Назначение на пост                                                               | Отставка с поста                                                        |
| ------------------------------------------------- | --- | -------------------------------------------------------------------------------- | ----------------------------------------------------------------------- |
| Ерин, Виктор Фёдорович (1944—2018)                | генерал-лейтенант милиции (?) генерал-полковник внутренней службы (1992) генерал армии (1993)                 | 15 января 1992                                                                   | 30 июня 1995                                                            |
| Куликов, Анатолий Сергеевич (род. 1946)           | генерал-полковник (1993) генерал армии (1995)                                                                 | 7 июля 1995                                                                      | 23 марта 1998                                                           |
| Маслов, Павел Тихонович (врио) (род. 1946)        | генерал-полковник внутренней службы (1997)                                                                    | 23 марта 1998                                                                    | 30 марта 1998                                                           |
| Степашин, Сергей Вадимович (род. 1952)            | генерал-лейтенант (?) генерал-полковник (1998)                                                                | и. о. 30 марта 1998 28 апреля 1998                                               | 28 апреля 1998 12 мая 1999                                              |
| Васильев, Владимир Абдуалиевич (врио) (род. 1949) | генерал-полковник милиции (1998)                                                                              | 12 мая 1999                                                                      | 21 мая 1999                                                             |
| Рушайло, Владимир Борисович (род. 1953)           | генерал-лейтенант милиции (1998) генерал-полковник (1999)                                                     | 21 мая 1999                                                                      | 28 марта 2001                                                           |
| Грызлов, Борис Вячеславович (род. 1950)           | — | 28 марта 2001                                                                    | 24 декабря 2003                                                         |
| Нургалиев, Рашид Гумарович (род. 1956)            | генерал-полковник (?) генерал-полковник милиции (2004) генерал армии (2005)                                   | и. о. 24 декабря 2003 9 марта 2004 и. о. 8 мая 2008 12 мая 2008 и. о. 8 мая 2012 | 9 марта 2004 8 мая 2008 12 мая 2008 8 мая 2012 21 мая 2012              |
| Колокольцев, Владимир Александрович (род. 1961)   | генерал-лейтенант полиции (2011) генерал-полковник полиции (2013) генерал полиции Российской Федерации (2015) | 21 мая 2012 и. о. 8 мая 2018 18 мая 2018 и. о. 15 января 2020 с 21 января 2020   | 8 мая 2018 18 мая 2018 15 января 2020 21 января 2020 по настоящее время |